# C.F. Estrela da Amadora
Clube de Futebol Estrela da Amadora er en portugisisk fodboldklub, der geografisk hører til i Amadora nordvest for Lissabon. 
Klubben største triumf kom i 1990, da man vandt den portugisiske pokalturnering, men ellers har Amadora ført en tilværelse som den bløde mellemvare i portugisisk fodbold.
Klubbens bedste placering i den potugisiske SuperLiga kom i 1998, hvor man endte som nummer syv. I 1990 nåede klubben desuden til 2. runde i UEFA Cup Winners Cup.